# Amaxia corata
Amaxia corata är en fjärilsart som beskrevs av William Schaus 1921. Amaxia corata ingår i släktet Amaxia och familjen björnspinnare. Inga underarter finns listade i Catalogue of Life.